# Museum Willem II

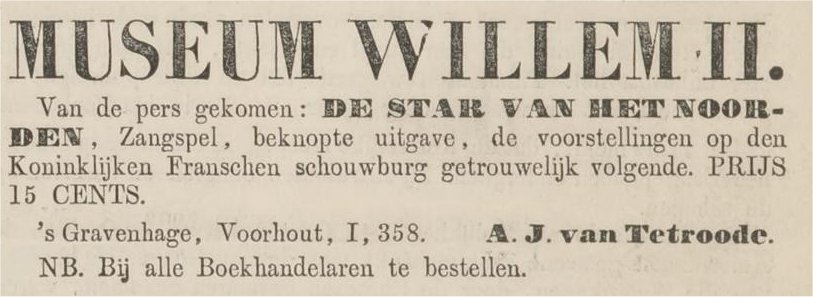
Advertentie verschijnen van een beknopte editie van De Star van het Noorden, het libretto door Eugène Scribe van de opera L'Étoile du Nord, van Giacomo Meyerbeer

Het Museum Willem II of Museum Willem Twee (Frans: Musée Guillaume Deux) was een museum in Den Haag. De aankondiging voor de oprichting van een stichting voor het museum verscheen in 1850.

## Oprichting
Het museum werd opgericht door boekhandelaar Anthony van Tetroode, kortweg Toon Tetteroo, die een bewonderaar was van deze koning. Het museum was gevestigd aan de Lange Voorhout en werd geopend in 1856, zeven jaar na de dood van de koning. Het museum heeft op die locatie slechts een jaar bestaan. Baron Van Brienen kocht in 1858 het perceel en bouwde er een grote woning, een paleis, dat het latere Hotel Des Indes zou worden.

## Commerciële activiteiten

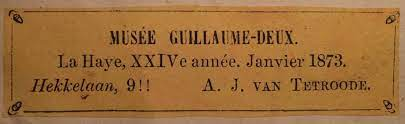
Etiket uit 1873

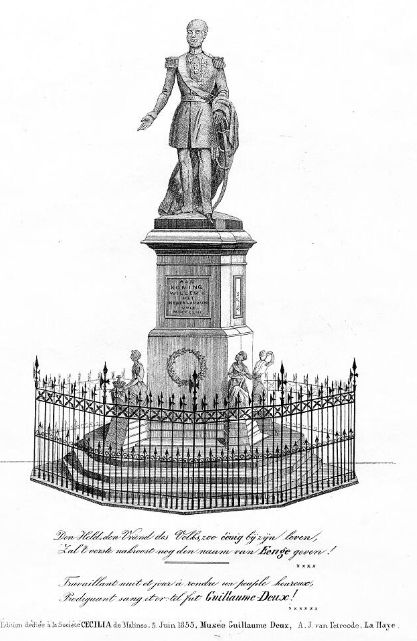
Litho van het monument voor Willem II

Van Tetroode adverteerde voor zijn commerciële activiteiten met de aanduiding "Museum Willem II," "Museum Willem Twee" en "Musée Guillaume Deux." Zo gaf hij publicaties uit met deze naam, waaronder diverse toneelstukken. In 1855 verscheen een uitgave van litho met een afbeelding van het standbeeld van Willem II, dat oorspronkelijk in Den Haag stond, later in Tilburg. Op deze prent de beschrijving: "Edition dédiée à la Société CECILIA de Malines, 5 Juin 1855, Musée Guillaume Deux, A.J. van Tetroode, La Hay." Ook de boeken die Tetroode verhandelde voorzag hij van een etiket met de Franstalige naam van het museum, Musée Guillaume-Deux.

## Locaties
Het "museum" verhuisde zeer vaak, ten minste 12 maal. In 1863 was het "museum" gevestigd aan de Z.O Buitensingel 201, in 1866 aan de Bierstraat 29, en ten slotte in 1873 aan de Hekkelaan, voor de duidelijkheid waarschijnlijk met twee uitroeptekens, Hekkelaan 9!!.
Op de sterfdag van Tetroode in 1875, die in een rijke familie geboren werd, maar berooid overleed op 81-jarige leeftijd, stond er slechts een kruiwagen met overgebleven spullen op een zolder van Hekkelaan 9. Bij het bericht over zijn overlijden stond dat het "Museum Willem II" op een bovenkamertje was gevestigd.

## Na het overlijden van de oprichter
Wat er gebeurde met de inboedel van het museum is niet bekend. Naar verluidt bevatte het naast schilderijen van de koning ook een sigarenpeuk, die overigens wel bewaard schijnt te zijn.